# Hamm, Altenkirchen
Hamm là một đô thị thuộc huyện Altenkirchen, trong bang Rheinland-Pfalz, phía tây nước Đức. Đô thị Hamm (Sieg) có diện tích 3,66 km², dân số thời điểm ngày 31 tháng 12 năm 2006 là 3431 người. Đô thị này nằm bên sông Sieg, cự ly khoảng 10 km north-về phía đông của Altenkirchen, và 40 km về phía đông của Bonn.
Hamm là thủ phủ của Verbandsgemeinde ("đô thị tập thể") Hamm (Sieg).